# Cap rossu, Scandola, Pointe de la Reveletta, Canyon de Calvi
Cap rossu, Scandola, Pointe de la Reveletta, Canyon de Calvi este o arie protejată (sit de importanță comunitară — SCI) din Franța întinsă pe o suprafață de 74.139 ha, integral marine.

## Localizare
Centrul sitului Cap rossu, Scandola, Pointe de la Reveletta, Canyon de Calvi este situat la coordonatele 42°34′22″N 8°35′23″E / 42.57278°N 8.58972°E.

## Înființare
Situl Cap rossu, Scandola, Pointe de la Reveletta, Canyon de Calvi a fost declarat arie specială de conservare în baza directivei 92/43 din 1992 referitoare la conservarea habitatelor naturale și a faunei și florei sălbatice pentru a proteja 1 specie de animale.

## Biodiversitate
Situată în ecoregiunea mediteraneană, aria protejată conține 3 habitate naturale: Straturi cu Posidonia (Posidonion oceanicae), Peșteri marine scufundate complet sau parțial, Recifuri.
La baza desemnării sitului se află o specie protejată de  mamifere: delfin mare (Tursiops truncatus).